# ساعة عالمية

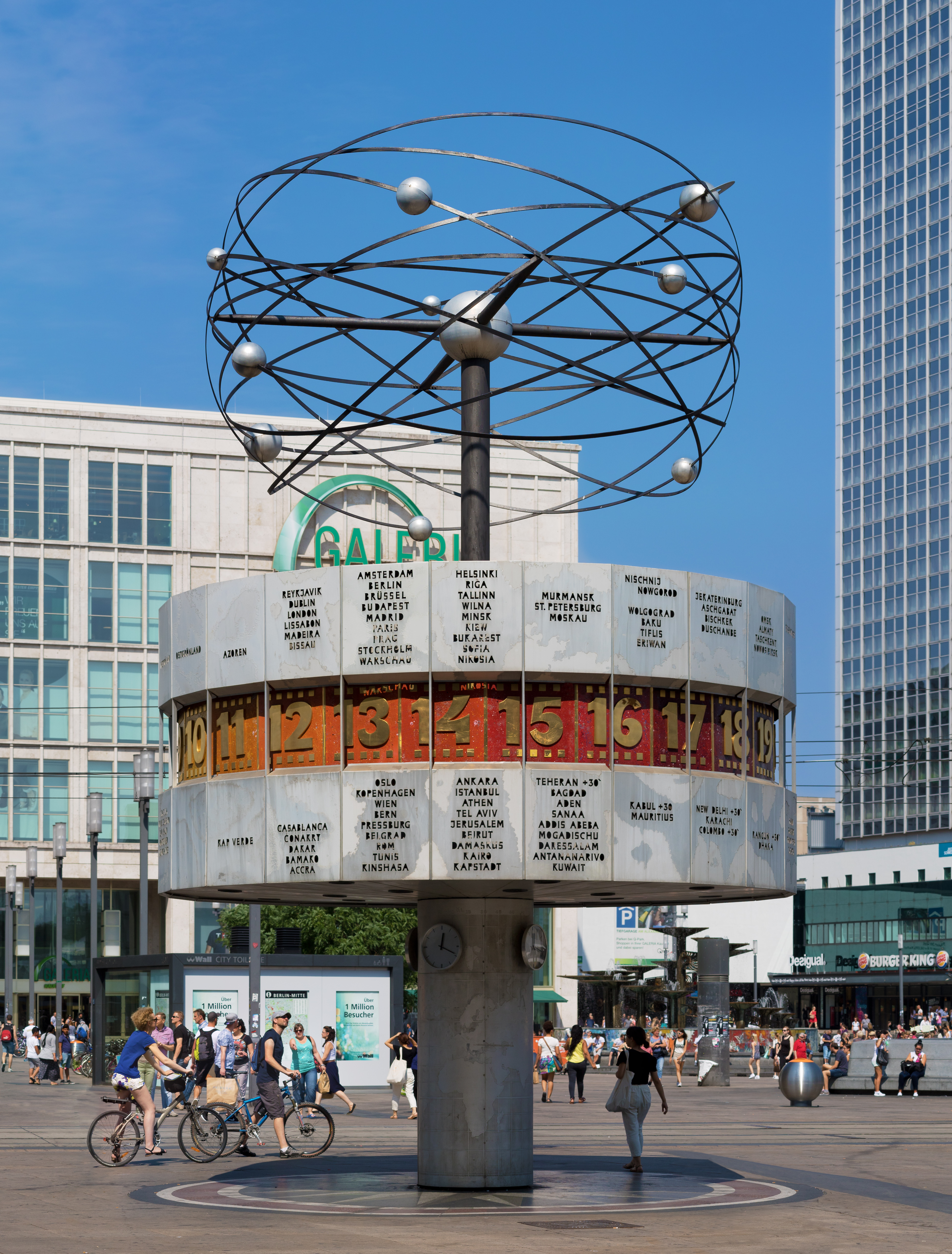
ساعة فيلتزيتور (الساعة العالمية) في ميدان ألكسندر في برلين

الساعة العالمية هي ساعة تعرض الوقت لمختلف المدن حول العالم. يمكن أن تتخذ الشاشة أشكالًا مختلفة:
- يمكن أن يشتمل وجه الساعة على العديد من الساعات التناظرية المستديرة مع عقارب متحركة أو ساعات رقمية متعددة بقراءات رقمية، مع تسمية كل ساعة باسم مدينة رئيسية أو منطقة زمنية في العالم.
- يمكن أن تكون أيضًا خريطة صور للعالم مع شاشات عرض الوقت التناظرية أو الرقمية.
- خريطة دائرية متحركة للعالم، تدور داخل حلقة قرص ثابتة 24 ساعة. وبدلاً من ذلك، يمكن أن يكون القرص ثابتًا وتتحرك الحلقة.
- إسقاط ضوئي على خريطة تمثل النهار، تُستخدم في جيوكرون، وهي علامة تجارية لشكل معين من الساعات العالمية.

هناك أيضًا ساعات عالمية، كل من ساعات المعصم وساعات الجيب. في بعض الأحيان، يقوم مصنعو أجهزة ضبط الوقت بتطبيق تسمية التوقيت العالمي عن طريق الخطأ على الأدوات التي تشير فقط إلى الوقت لمنطقتين أو بضع مناطق زمنية، ولكن يجب استخدام المصطلح فقط للساعات التي تشير إلى الوقت لجميع المناطق الزمنية الرئيسية في العالم.